# Trimeresurus purpureomaculatus
Espèce
Synonymes
- Trigonocephalus purpureomaculatus Gray, 1832
- Trimeresurus porphyraceus Blyth, 1861
- Cryptelytrops purpureomaculatus (Gray, 1832)

Trimeresurus purpureomaculatus est une espèce de serpents de la famille des Viperidae.

## Répartition
Cette espèce se rencontre :
- en Inde dans l’État d'Assam ;
- au Bangladesh ;
- en Birmanie ;
- dans le sud de la Thaïlande ;
- en Indonésie à Sumatra ;
- en Malaisie occidentale.

## Description
C'est un serpent venimeux.

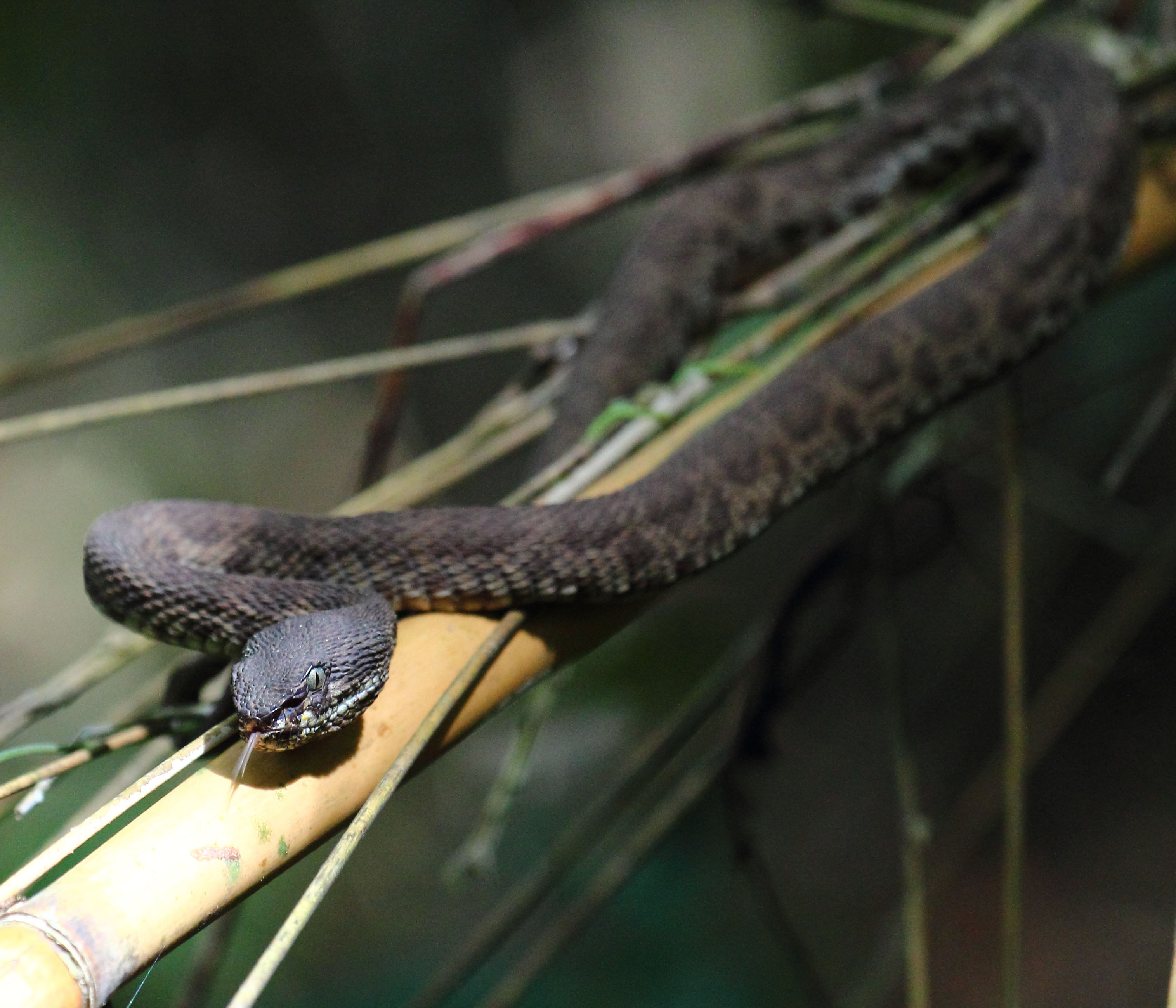
Trimérésure purpureomaculatus, île Bulon, Thaïlande

Ce serpent, comme les vipères en Europe, utilise son venin principalement pour tuer ses proies, de préférence des oiseaux et des grenouilles ; mais il peut aussi l'utiliser pour se défendre, parfois contre l'homme chez qui une morsure peut être dangereuse : douleur insoutenable mais non constante et qui décroît rapidement (fort heureusement, cette morsure n'est mortelle que dans de très rares cas).

## Publication originale
- Gray, 1832 : Illustrations of Indian Zoology, chiefly selected from the collection of Major - General Hardwicke. London, vol. 1, p. 1-263 (texte intégral).